# Fredixon Elvir
Fredixon Gerardo Elvir Flores (Lepaterique, Francisco Morazán, 29 de febrero de 1988) es un futbolista hondureño. Juega como delantero y actualmente milita en el Real de Minas de la Liga Nacional de Honduras.

## Trayectoria
Debutó como profesional en 2009 con el Olimpia, equipo con el que estuvo durante cuatro años. Para mediados de 2013 es cedido en calidad de préstamo al Club Deportivo Victoria. Con este equipo disputó su primer partido internacional el 21 de agosto de 2013, en la derrota 2-3 frente al Club Tijuana por la Concacaf Liga Campeones 2013-14 y fue el autor del segundo gol de su equipo en aquel partido.
En agosto de 2014 regresa al Club Deportivo Olimpia por pedido de Héctor Vargas, quien también fue su entrenador en Victoria y Elvir se mostró muy motivado por volver al club que lo vio nacer.

## Clubes
| Club              | País     | Año             | Partidos | Goles |
| ----------------- | -------- | --------------- | -------- | ----- |
| Olimpia           | Honduras | 2009 - 2013     | 20       | 5     |
| Victoria (cesión) | Honduras | 2013 - 2014     | 27       | 7     |
| Olimpia           | Honduras | 2014 - 2015     | 17       | 5     |
| Honduras Progreso | Honduras | 2015 - 2018     | 80       | 15    |
| Real de Minas     | Honduras | 2018 - Presente | 1        | 0     |

## Palmarés

### Campeonatos nacionales
| Título        | Club              | País     | Año  |
| ------------- | ----------------- | -------- | ---- |
| Liga Nacional | Olimpia           | Honduras | 2009 |
| Liga Nacional | Olimpia           | Honduras | 2010 |
| Liga Nacional | Olimpia           | Honduras | 2011 |
| Liga Nacional | Olimpia           | Honduras | 2012 |
| Liga Nacional | Olimpia           | Honduras | 2012 |
| Liga Nacional | Olimpia           | Honduras | 2013 |
| Liga Nacional | Honduras Progreso | Honduras | 2015 |

### Distinciones individuales
| Distinción                                        | Año  |
| ------------------------------------------------- | ---- |
| 4° Goleador de la Concacaf Liga Campeones 2014-15 | 2015 |